# Біотеологія
Біотеоло́гія (англ. Biotheology), також відома як нейтротеологія — область наукового вивчення, яка аналізує біологічну основу духовності. Вона має справу з неврологічними, еволюційними, і психологічними структурами пізнавальних дослідів, що традиційно категоризуються як духовні, наприклад, відчуття часу, побоювання і відчуття незручності, духовне благоговіння, єдність зі всесвітом, екстатичний транс, раптове просвітління  і інші змінені форми свідомості, які є основою для багатьох релігійних вірувань і практик.